# Davidstraße (Hamburg)

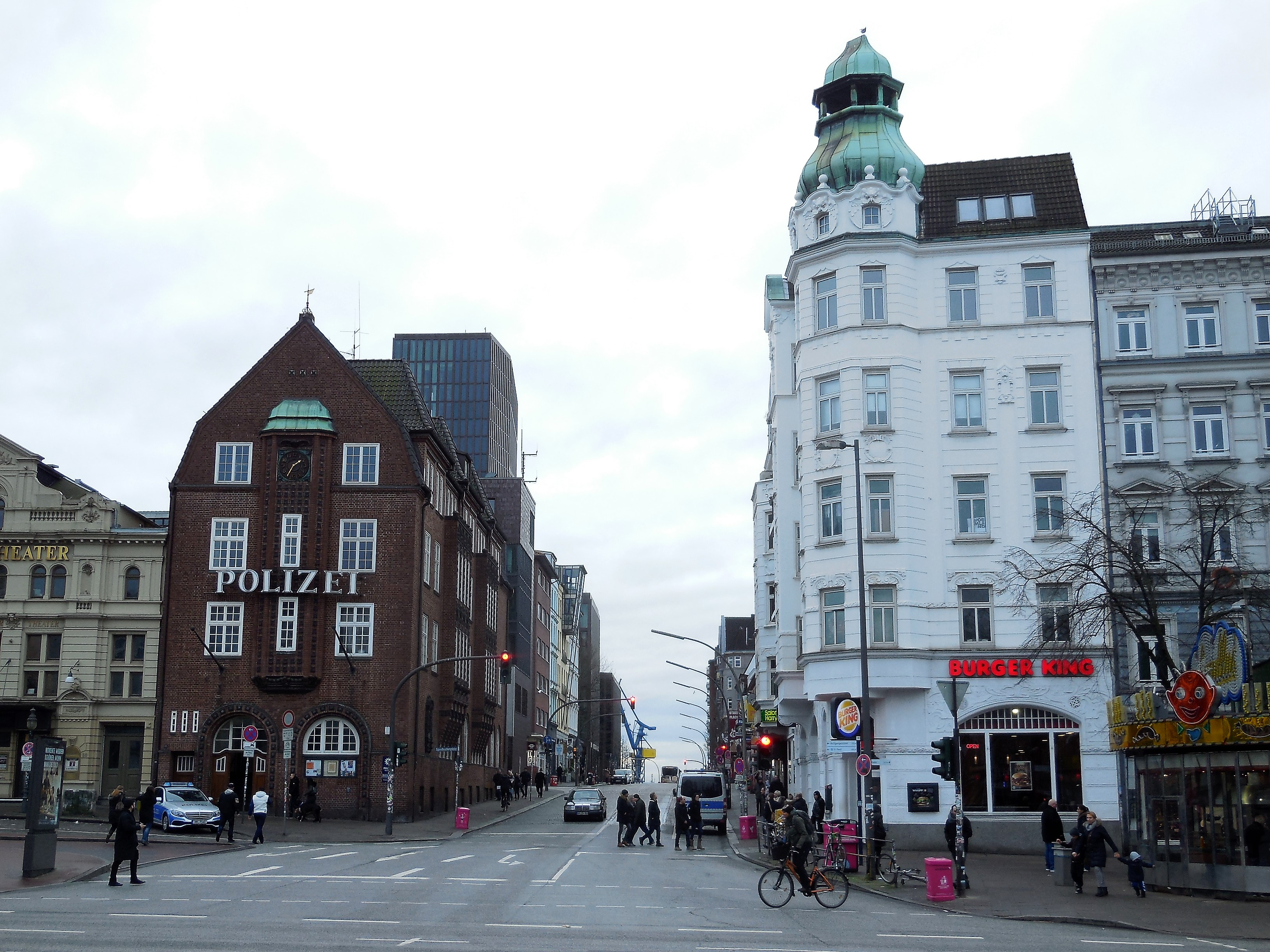
Davidstraße, Beginn an der Reeperbahn, mit der Davidwache

Die Davidstraße im Stadtteil Hamburg-St. Pauli gehört zu einer Gruppe von Straßen zwischen der Reeperbahn und der St. Pauli Hafenstraße, die nach einem um 1790 erfolgten Obrigkeitsbeschluss mit männlichen Vornamen in alphabetischer Reihenfolge von A (wie Antonistraße) bis H (wie Heinrich- bzw. später Herbertstraße) benannt wurden.
Für das Jahr 1832 wird die Davidstraße als „spärlich und bis jetzt nur an der Ostseite bebauete Gasse“ und „Armen-Distrikt“ bezeichnet.
Von der Reeperbahn abzweigend beginnt die Davidstraße am westlichen Ende des Spielbudenplatzes und gegenüber der Einmündung der Hein-Hoyer-Straße; dort befindet sich auch das Gebäude des Polizeireviers Davidwache. Die Straße verläuft von dort knapp 300 Meter in Richtung zur Elbe bis zur Bernhard-Nocht-Straße. Entlang dieses Abschnitts befand sich bis 2020 das Sankt-Pauli-Museum, nach Westen abzweigend die bekannte Bordellstraße Herbertstraße sowie diverse Gaststätten, Imbissbetriebe und Souvenirshops. An der Hausnummer 11 liegt das Cuneo, das erste Speiselokal in Hamburg mit italienischer Küche; hier wurden unter anderem Gastarbeiter verköstigt, die damals am Bau des Alten Elbtunnels mitwirkten.
An der Kreuzung mit der Bernhard-Nocht-Straße führt annähernd in der Fluchtlinie des bisherigen Straßenverlaufs liegend die „Davidstreppe“ zur Elbe hinunter, die Davidstraße selbst biegt hier in Richtung Landungsbrücken ab und mündet etwa 200 Meter weiter in die tiefer gelegene St. Pauli Hafenstraße. An diesem letzten Abschnitt befindet sich zur Nordseite hin eine durchlaufende Stützmauer, gegenüberliegend davon ein unbebauter Abhang.

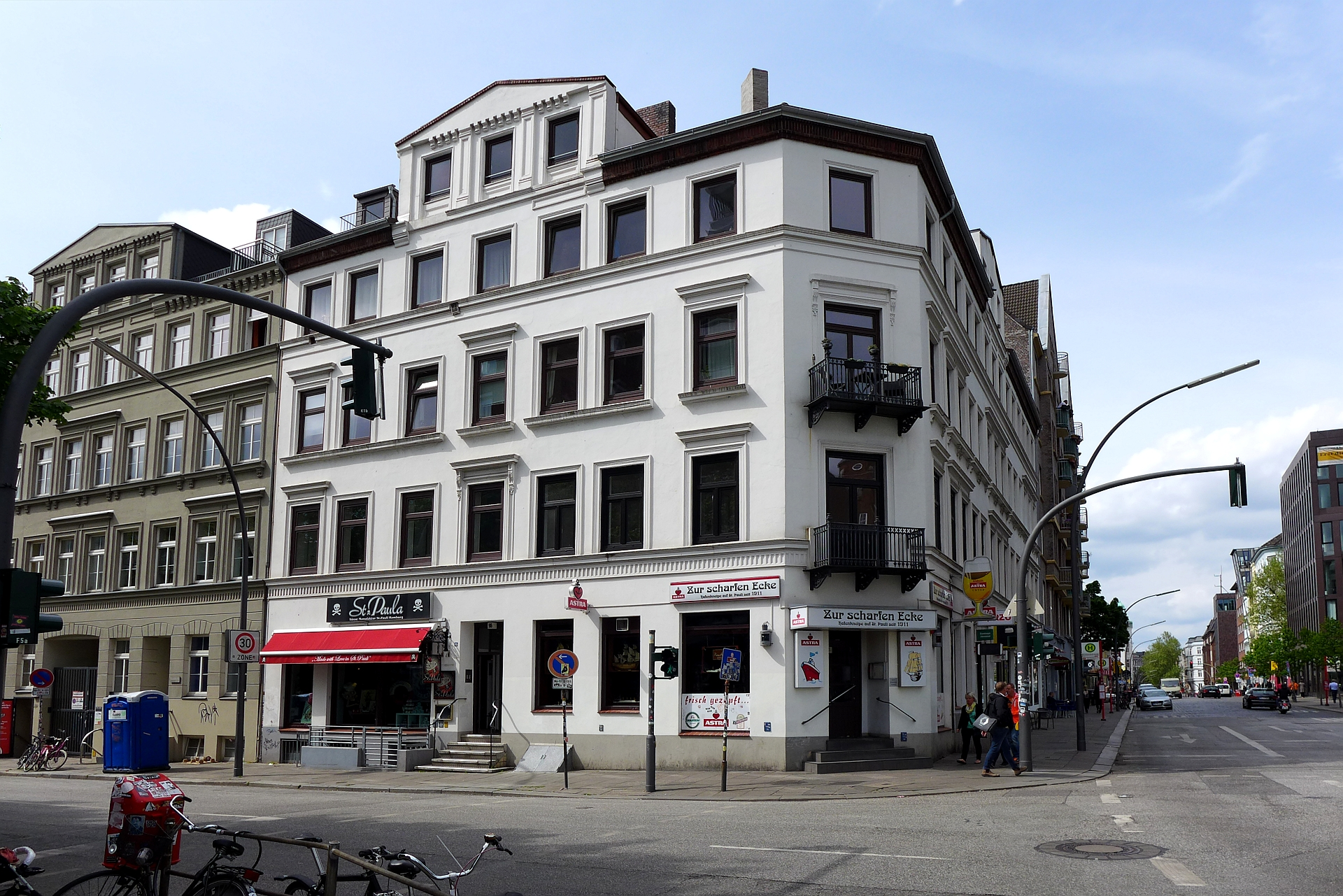
Davidstraße 1, Ecke Bernhard-Nocht-Straße
Davidstraße 11: Restaurant Cuneo 1905
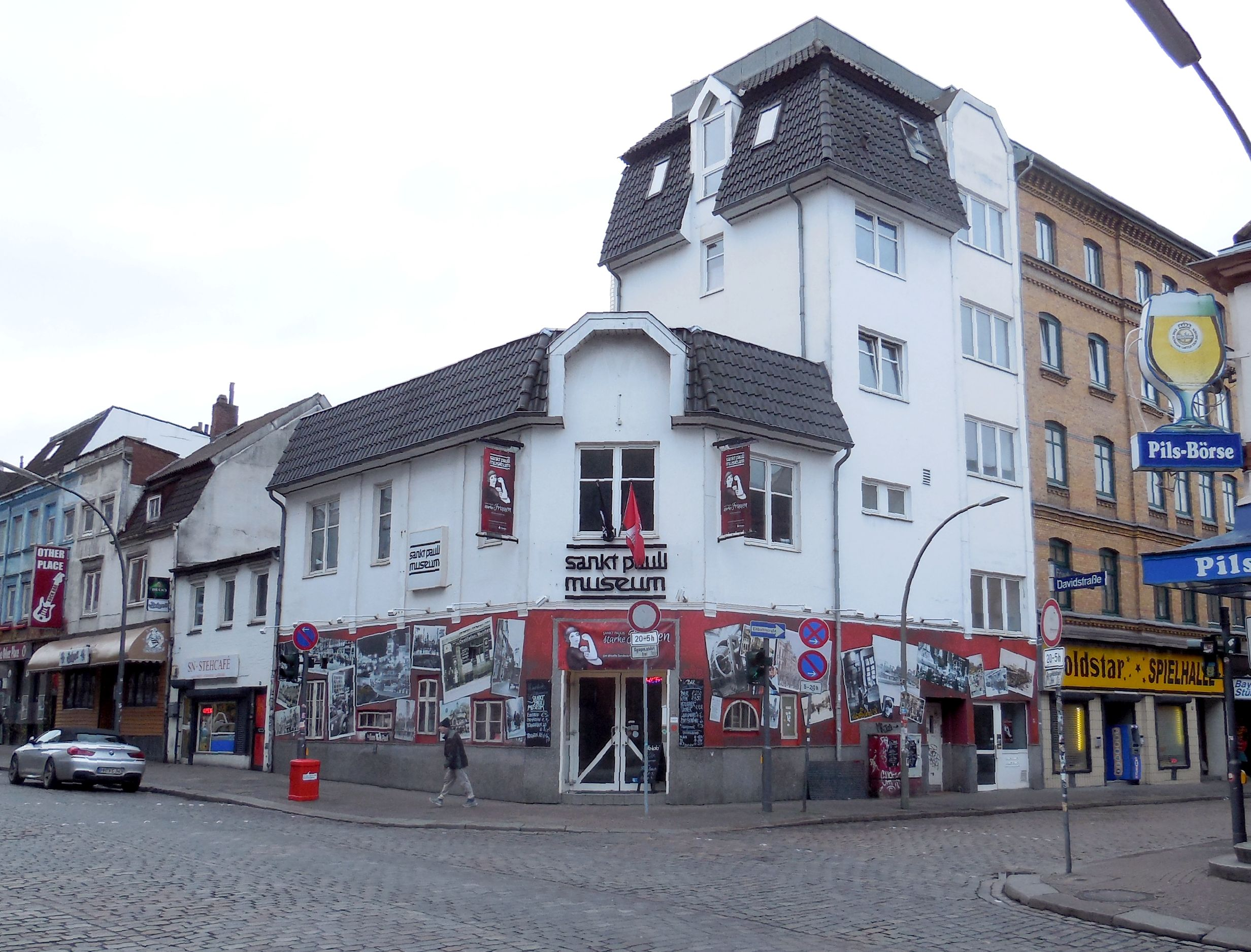
Davidstraße Ecke Friedrichstraße mit St.-Pauli-Museum
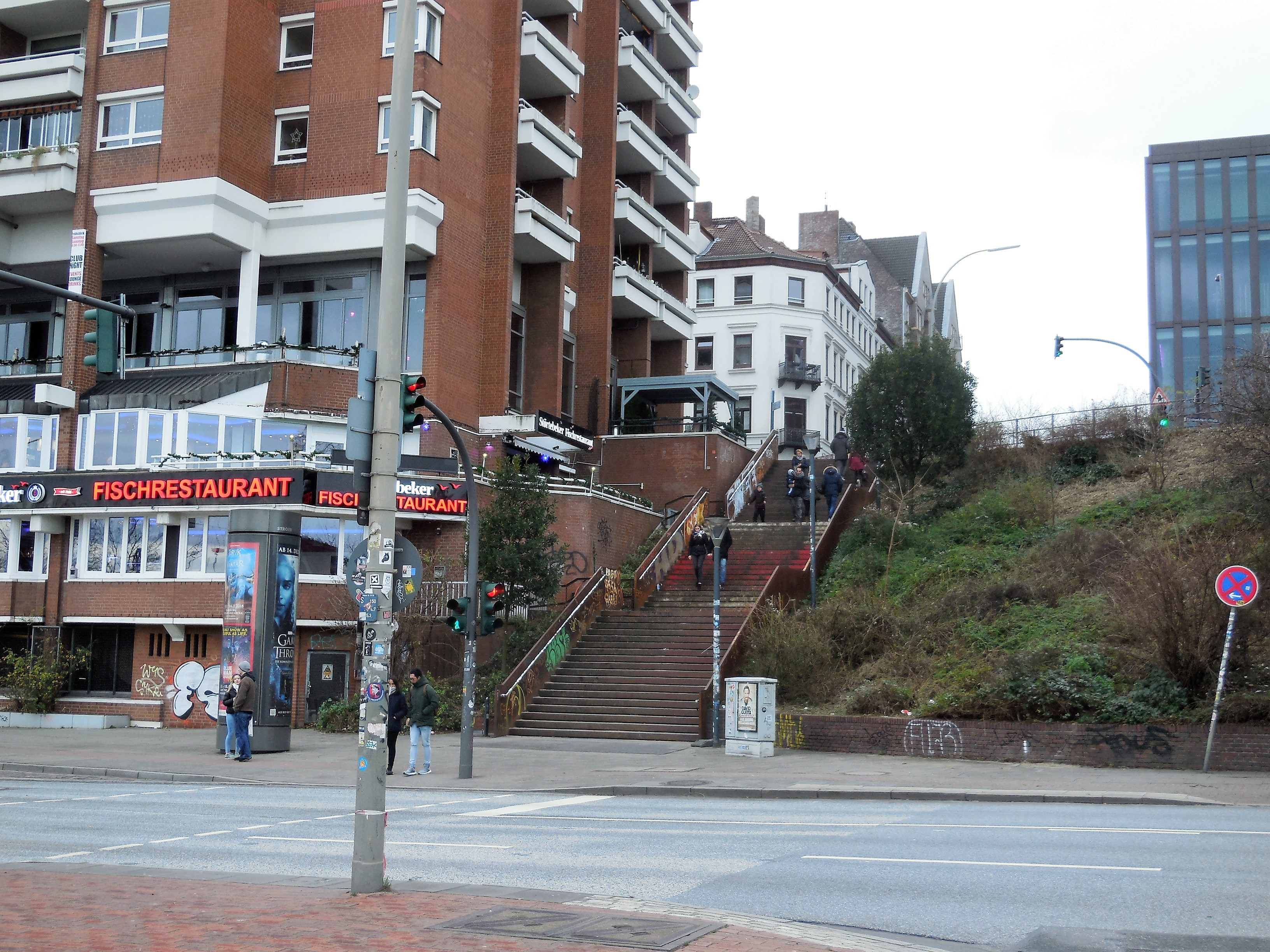
Davidstreppe an der St. Pauli Hafenstraße
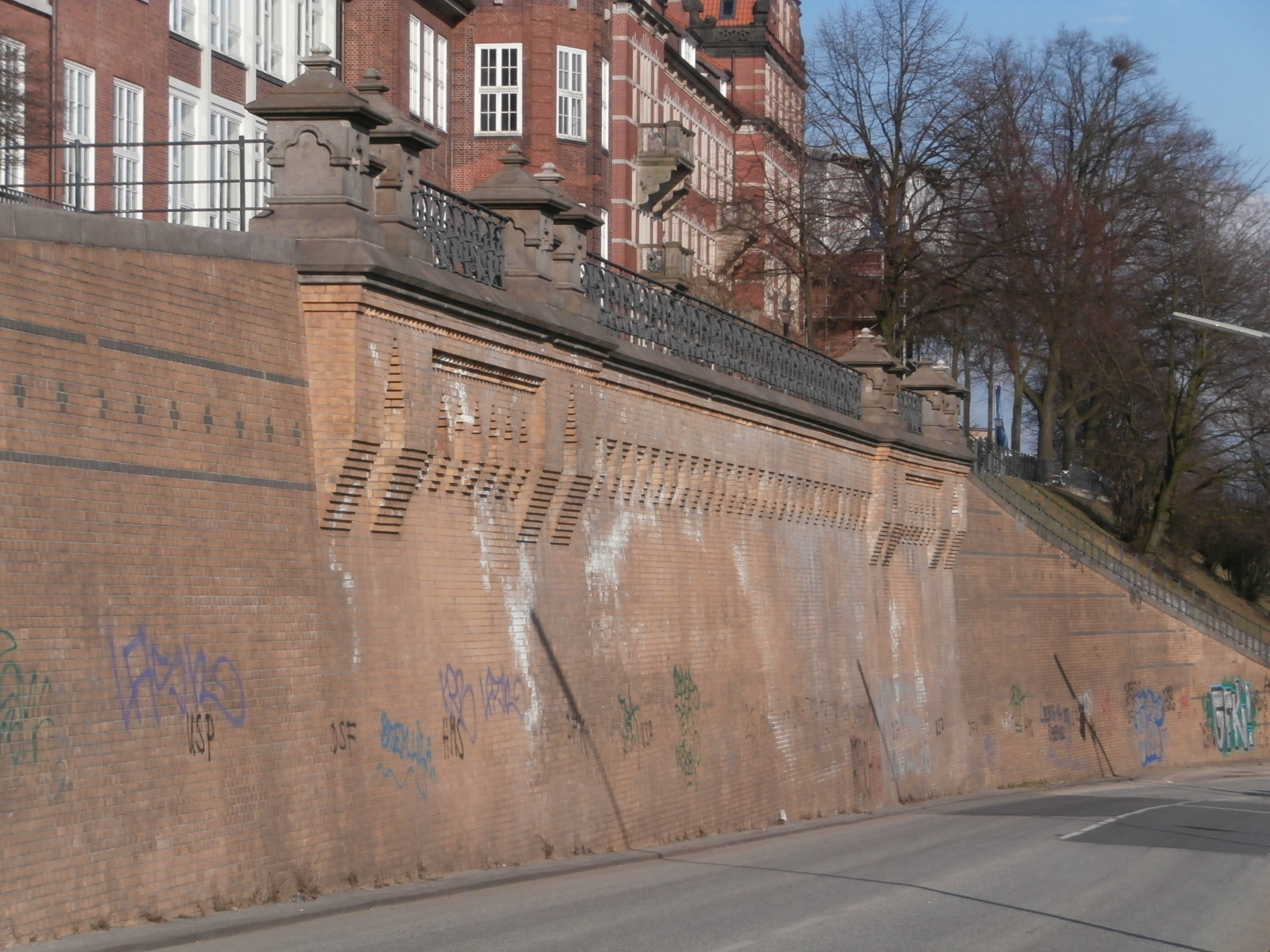
Stützmauer am Abhang zur Hafenstraße

## Hausnummern in der Davidstraße
Entgegen der in Hamburg verbreiteten und amtlich festgelegten Nummerierung der Häuser auf der einen Straßenseite mit geraden und auf der anderen Seite mit ungeraden Zahlen beginnt an der Davidstraße die Nummerierung an der Kreuzung mit der Bernhard-Nocht-Straße auf der Westseite mit 1, durchgehend bis 26 am Spielbudenplatz, wechselt dort auf die östliche Straßenseite und hat dort die durchgehende Nummerierung von 27 bis schlussendlich 37 wieder an der Bernhard-Nocht-Straße.